# Niva (Prostějovi járás)
Niva település Csehországban, a Prostějovi járásban. Niva Rozstání, Vysočany, Protivanov, Otinoves, Drahany és Bousín településekkel határos. Lakosainak száma 323 fő (2024. január 1.).

## Népesség
A település lakosságának változását az alábbi diagram mutatja:
| Lakosok száma | 833  | 911  | 977  | 384  | 448  | 363  | 318  | 333  | 318  | 323  |
|               | 1869 | 1890 | 1921 | 1950 | 1980 | 2001 | 2017 | 2019 | 2022 | 2024 |